# دانیل کاستلر
دانیل کاستلر (فرانسوی: Daniel Kastler‎؛ زاده ۴ مارس ۱۹۲۶ – درگذشته ۸ ژوئیه ۲۰۱۵) یک فیزیک‌دان نظری اهل فرانسه بود که در دربارهٔ «هندسه غیر مبادله‌ای» در دانشگاه اکس‌مارسی فعالیت می‌کرد.
کاستلر به خاطر ارائه مقاله «نظریه میدان کوانتومی محلی» به همراه رودولف هاگ در سال ۱۹۶۴ شناخته می‌شود
وی پسر آلفرد کاستلر برنده جایزه نوبل فیزیک بود.